# Niederleutersdorf
Niederleutersdorf ist ein Gemeindeteil von Leutersdorf im Landkreis Görlitz.

## Geografie

### Lage
Niederleutersdorf liegt im südlichen Teil des Landkreises im Neugersdorfer Lössrückengebiet in der Östlichen Oberlausitz und ist der südliche Teil des zwei Kilometer langen Waldhufendorfes Leutersdorf. Der Ort erstreckt sich entlang des Leutersdorfer Wassers.
Östlich erheben sich der Windmühlenberg (401,2 m ü. NHN) und der Richterberg (407,3 m ü. NHN), im Süden der Große Stein (471 m ü. NHN), südwestlich der Finkenberg (457,8 m ü. NHN), der Mönchsberg (392,1 m ü. NHN) und der Hartheberg (396,6 m ü. NHN) sowie im Nordwesten der Wacheberg (452,4 m ü. NHN). Nach Südwesten hin erstreckt eine vom Leutersdorfer Wasser  durchflossene breite Senke, in der früher der Seifenteich aufgestaut war.  Am östlichen und südlichen Ortsrand verläuft die Bahnstrecke Mittelherwigsdorf–Varnsdorf–Eibau.

### Nachbarorte
| Neuwalde, Hetzwalde | Oberleutersdorf, Mittelleutersdorf          | Oberoderwitz                |
| Neuleutersdorf      | Kompassrose, die auf Nachbargemeinden zeigt | Neumittelleutersdorf, Sorge |
| Seifen, Harthe      | Folge                                       | Josephsdorf                 |

## Geschichte
Das an der Grenze des Erzbistum Prag zum Bistum Meißen gelegene Lutgersdorf wurde 1347 erstmals erwähnt. Es wird angenommen, dass das Dorf zu den oberlausitzer Gütern der Herren von Bieberstein auf Burg Friedland gehörte, die 1310 aus dem Zittauer Gerichtsweichbild ausschieden. Seit 1416 unterstand das gesamte Dorf nachweislich der Lehnshoheit der Herrschaft Friedland. In der Mitte des 15. Jahrhunderts wurde Leutersdorf in zwei Güter  – Oberleutersdorf und  Niederleutersdorf – geteilt.
Vor 1518 erwarb Heinrich von Schleinitz auf Tollenstein das Gut Niederleutersdorf. Dessen Nachfahren verkauften Niederleutersdorf  1576 an den Zittauer Kaufmann und Stadtrichter Joachim von Milde. Von Mildes Enkel Stephan und Georg von Wicke teilten Niederleutersdorf unter sich auf. Mit dem Tode des Stephan von Wicke fiel dessen Anteil als erledigtes Lehen an die böhmische Kammer heim. Der Besitzer der Feste und des Meierhofes Niederleutersdorf, Georg von Wicke, fiel 1631 bei der Magdeburger Hochzeit im Kampf gegen die kaiserlichen Truppen. Von Wickes Besitz wurde durch Albrecht von Waldstein konfisziert. Nach Waldsteins Ermordung wurden dessen Herrschaften 1634 von Kaiser Ferdinand II. eingezogen.
Bei der Übergabe der Oberlausitz nach dem Prager Frieden an das Kurfürstentum Sachsen im Jahre 1635 gehörte das Gut Niederleutersdorf zum Besitz des böhmischen Königs und wurde deshalb nicht als Teil der Oberlausitz betrachtet. Niederleutersdorf verblieb als Exklave beim Königreich Böhmen. Die Exklave erstreckte sich in West-Ost-Richtung vom Neugersdorfer Wald bei Neuwalde bis zum Richterberg (bei der Neuen Sorge), nördlich bis zur alten Oberleutersdorfer Kirche⊙ und südlich bis an den Seifenteich.
1636 überließ König Ferdinand III. beide Anteile des Gutes Niederleutersdorf dem Jesuitenkollegium in Jitschin, das diese 1637 an den neuen Besitzer der Herrschaft Rumburg Johann Christoph Liebel von Grünberg veräußerte. Als Heiratsgut von Liebels einziger Tochter ging Rumburg einschließlich Niederleutersdorf an Franz Eusebius von Pötting und Persing über. 1681 verkaufte dessen Erbe Johann Sebastian von Pötting und Persing die Herrschaft an Anton Florian von Liechtenstein.
Auf der Hutung des Meierhofes wurde vor 1706 Josephsdorf gegründet. Fürst Wenzel von Liechtenstein erhob 1718 die Rumburger Herrschaft zum Familienfideikommiss des Fürstenhauses Liechtenstein. 1777 brannte der Meierhof Niederleutersdorf nieder. Fürst Franz Josef I. löste daraufhin das Vorwerk Niederleutersdorf auf und ließ dessen Fluren parzellieren, worauf Neuleutersdorf entstand. Der Seifenteich brach 1803 und wurde nicht wieder aufgestaut.
1830 bestand „Nieder-Leitersdorf“ aus 100 Häusern. Im Ort gab es eine evangelische Schule,  eine Mühle und ein k.k. Kommerzialwaren-Stempelamt. Der in der Ortsmitte befindliche Mühlteich diente der Karpfenzucht. Auf dem Windmühlenberg befand sich eine Bockwindmühle (Klingermühle). Die Bewohner von Niederleutersdorf waren evangelisch und nach Oberleutersdorf in Sachsen gepfarrt.
Nach der Gründung des Deutschen Zollvereins nahm die Pascherei in Leutersdorf enorme Ausmaße an; fast alle Einwohner schmuggelten gelegentlich über die unüberschaubare Grenze, ein Großteil betrieb die Pascherei gewerbsmäßig. Durch den Haupt-Gränz- und Territorial-Recess zwischen dem Königreich Sachsen und Kaisertum Österreich vom 5. März 1848 kam die böhmische Exklave Leutersdorf mit den vier Gemeinden Niederleutersdorf, Neuleutersdorf, Josephsdorf und Neuwalde am 12. März 1849 zu Sachsen. Neuwalde schloss sich danach an Niederleutersdorf an. 1907 erfolgte die Vereinigung der Gemeinden Josephsdorf, Niederleutersdorf und Oberleutersdorf zur Landgemeinde Leutersdorf. Der Mühlteich wurde in der ersten Hälfte des 20. Jahrhunderts trockengelegt.

### Verwaltungszugehörigkeit
1700: Leitmeritzer Kreis, 1849: Landgerichtsbezirk Löbau, 1856: Gerichtsamt Großschönau, 1875: Amtshauptmannschaft Zittau, 1952: Kreis Zittau, 1994: Landkreis Löbau-Zittau, 2008: Landkreis Görlitz

### Einwohnerentwicklung
| Jahr | Einwohner                                |
| ---- | ---------------------------------------- |
| 1654 | 10 besessene Mann, 28 Häusler            |
| 1785 | 12 besessene Mann, 8 Gärtner, 41 Häusler |
| 1830 | 668                                      |
| 1834 | 588                                      |
| 1871 | 973                                      |
| 1890 | 1143                                     |

## Ortsbild
In Niederleutersdorf sind zahlreiche Umgebindehäuser erhalten.